# Stora Hovtjärnen
Stora Hovtjärnen är en sjö i Falu kommun i Dalarna och ingår i Dalälvens huvudavrinningsområde.